# 美國傑利蠑螈
美國傑利蠑螈（英語：Gerrymandering in the United States）是美國的政治亂象之一，常引起選舉不公平爭議。
美國積壓已久的選舉制度弊端使得兩大黨以外的任何像第三黨的第三勢力難以成為可行的替代選擇，從而為美國越來越嚴重的政治極化奠定基礎；傑利蠑螈對美國政治產生了最具腐蝕性和最急劇的影響，意味著立法者可以選擇選民（而不是選民選下一任立法者），從而使得黨內初選成為現任民選官員的真正競爭，而出來投票的通常都是堅定的黨派擁護者；這種情況鼓勵候選人採取更極端立場，並逐漸偏離中間路線。

## 範例
|  | 北卡罗来纳州第十二國會選區在2003年至2016年间是"集中选票"的一个例子。这个选区中的居民主要是投票给民主党人的非裔美国人。 |
|  | 加利福尼亞州第二十三國會選區被设计成按比例分割民主党的选民，处于一条狭长的海岸中，是一个"集中选票"式的选区划分例子。该选区在2010年人口普查后由加利福尼亚的无党派委员会重新绘划，不再遵照原有的边界。 |
|  | 一个"分散选票"式的选区划分例子。位于地图中央的富兰克林县中，俄亥俄州哥伦布集中的都市(也是主要支持自由派民主党的)区域，被一分为三，每块都被接上主要是投票给共和党的保守派的市郊，且在选票数上被其淹没。 |
|  | 加利福尼亞州第十一國會選區被划分成对它当时的现任共和党代表有利。该选区在2010年人口普查后被重劃。 |
|  | 两党现任者傑利蠑螈制造了加利福尼亞州第三十八國會選區，民主党人Grace Napolitano的住址，她在2004年选举中自动当选。该选区在2010年人口普查后由加利福尼亚的无党派委员会重劃。 |
|  | 德克萨斯州在2003年争议性的划分选区使共和党人湯·德利在第22号选区当选。 |
|  | 加州参议院选区在南加州的怪异形状(2008) 招致了杰利蝾螈的批评。 |
|  | 伊利诺伊州第四國會選區耳罩般的形状将两块西班牙裔区域集中起来，只在294号州际公路沿线保留狭窄的联结。 |
|  | 自从民主党人吉姆·馬特森在2000年当选后，犹他州立法院重划了第二國會選區以扶助未来的共和党多数地位。主要支持民主党的盐湖城，被与主要支持共和党的犹他州东部和南部通过一条穿过犹他县的狭长地带连接起来。尽管如此，馬特森仍然连任。2011年，立法院创建了新的国会选区，将保守的乡村地区与更加都市的区域合并来冲淡民主党选票。 |
|  | 在州西部的伊利諾州第十七國會選區被傑利蠑螈，主要的都市中心被联结起来，且迪凯特被包含在内，虽然它几乎与主要选区相分离。2013年被重划。 |
|  | 在2014年，华盛顿邮报将馬里蘭州第三國會選區列入全美前十个杰利蝾螈现象最严重的州。选区划分偏向民主党人。当前马里兰州第三选区代表John Sarbanes提议的关于美国选举改革的為了人民法案即着眼于杰利蝾螈，选举权利和其他问题。                                                                                                 |
|  | 北卡羅來納州第四國會選區劃分不當，2017年被重劃。 |

## 相關案件
- Vieth v. Jubelirer (2004)
- Gill v. Whitford (2018)
- Rucho v. Common Cause（2019 年）

## 解決方式
- 設立不受黨派色彩選舉委員會
- 選舉劃分權收回至聯邦政府（如英國下議院）
- 變更選舉制度使投機者無利可圖